# Jean-Marie Soubira
Pas d'image ? Cliquez ici

a Compétitions nationales et continentales officielles uniquement.

Jean-Marie Soubira est un joueur de rugby à XV devenu entraîneur, né le 9 mai 1969 à Brive et décédé le 7 mai 2015. Il mesurait 1,78 m pour 75 kg, son poste de prédilection était trois-quarts centre.

## Biographie
International militaire, il joue au CA Brive à partir de 1989, mettant un terme à sa carrière en 1996 en raison d'une leucémie,.
Resté au sein du club, il est entraîneur dans les catégories de jeune,. Durant les saisons 2007-2008 et 2008-2009, il est entraîneur de l'équipe première dont le manager est alors Laurent Seigne, qui était son manager au moment de la fin de sa carrière.
Marié et père de deux enfants, il meurt le 7 mai 2015 des suites d'une longue maladie,.

## Palmarès

### En tant que joueur
Avec le CA Brive
- Championnat de France de première division :
  - Vice-champion (1) : 1996
- Challenge Yves du Manoir :
  - Vainqueur (1) : 1996 (ne joue pas la finale)

### En tant qu'entraîneur
Avec le CA Brive
- Vice-champion de France espoirs en 2006